# Oxicloruro de niobio
El oxicloruro de niobio es un compuesto inorgánico de fórmula NbOCl3. Es un sólido blanco, cristalino y diamagnético. A menudo se encuentra como impureza en muestras de pentacloruro de niobio, un reactivo común en la química del niobio.

## Estructura
En estado sólido, la esfera de coordinación del niobio es un octaedro distorsionado. Los enlaces Nb-O y Nb-Cl son desiguales. Esta estructura puede describirse como un núcleo Nb2Cl6 planar conectado por puentes O-Nb-O. De este modo, el compuesto se describe mejor como un polímero, formado por una cadena de doble hebra.
En fase gaseosa, por encima de 320 °C, el espectro Raman es coherente con un monómero piramidal que contiene un doble enlace niobio-oxígeno.
El NbOCl3 gaseoso es una molécula tetraédrica.

## Síntesis
El oxicloruro de niobio se prepara tratando el pentacloruro con oxígeno:
NbCl5  +  12 O2   →   NbOCl3  +  Cl2
Esta reacción se lleva a cabo a unos 200 °C. El NbOCl3 también se forma como producto secundario principal en la reacción del pentóxido de niobio con diversos agentes clorantes, como el tetracloruro de carbono y el cloruro de tionilo.
2 Nb2O5  +  6 CCl4   →   4 NbOCl3  +  6 COCl2